# Isaac Kemo
Tia Mougnehi Isaac Kemossiei dit Isaac Kemo, est un saxophoniste alto et compositeur de jazz venant de la Côte d'Ivoire. 

## Biographie
Cet originaire de l'Ouest Montagneux de la Côte d'Ivoire est né en 1975 à Abidjan. Il est de l’ethnie des Guérés. Son père gardien de la paix, mélomane, l'initie dès l'âge de 6 ans au piano. La famille parcourt le pays au gré des mutations paternelles et Isaac, qui change souvent de professeurs, en fera un atout. Il essaie la clarinette et enfin à 8 ans il découvre le saxophone. Il décide d'en faire son instrument. À 17 ans, il commence à se produire dans les clubs . Il entre à l'École des arts d'Abidjan (l'Insaac) et y passe 4 ans. Pour parfaire ses connaissances artistiques, il intègre le célèbre village du Ki Yi M'Bock pendant 3 ans puis  passe son concours et retourne à l’École Nationale des Arts comme professeur de saxophone. Il démissionne au bout d'un an en raison de différents contrats qui le mènent hors de son pays. 
Improvisateur, sa musique se caractérise généralement par une fusion de styles, mêlant souvent le jazz traditionnel avec des influences contemporaines. Son jeu est reconnu pour sa fluidité, son expressivité et sa capacité à transmettre des émotions profondes à travers ses improvisations. Il peut intégrer des éléments de blues, de soul ou de musique du monde, créant ainsi un son à la fois riche et personnel. 
On le choisit pour représenter la Côte d'Ivoire aux Jeux de la Francophonie 2009 au Liban puis au Niger aux jeux de la Cen-Sad où il remporte la médaille d'argent avec la troupe KAGNONDE. 
Il part en résidence de création au Centre Culturel Français de Bobo Dioulasso en 2010 où il crée la musique de la pièce de théâtre Petite Fleur.
Il  évolue dans de nombreux projets en tant que directeur artistique ou chef d'orchestre  pour des spectacles de danse, pièces de théâtre et festival de musique.      
Excellent pédagogue, Il a créé sa propre méthode d'enseignement qu'il propose depuis quelques mois a diverses institutions reconnues.    
En 2024, il collabore avec le conteur ivoirien DJAH DOTY, sur 3 livres de contes "les aventures de GBOKLI ZAGBOTO" aux éditions EBURNIE.    
Il a sorti son premier album, NESSMON, signé chez PLAZA MAJOR COMPANY LTD en 2016.  
La sortie de son prochain album est prévue pour 2025.    
Isaac Kemo joue sur un saxophone de la marque YANAGISAWA.   
- Le Festival Nautic & Music [4].
- Le Festival Festi-Lumi [5].

## Sources
- Afrik.com
- 100% culture
- Alta Frequenza
- Theatre contemporain.net
- La dépêche